# Eldacar de Arnor
Eldacar (87 - 339 T. E.) es un personaje ficticio que pertenece al legendarium creado por el escritor británico J. R. R. Tolkien y cuya breve historia es narrada en los apéndices de la novela El Señor de los Anillos. Es un dúnadan, hijo de Valandil y cuarto soberano del reino de Arnor a partir del año 249 de la Tercera Edad del Sol. Su nombre está compuesto en la lengua quenya y puede traducirse como «rey elfo».
Nació en 87 T. E., en Annúminas, y sucedió a su padre en el año 249 T. E., gobernando Arnor hasta su muerte en 339 T. E., tras noventa años de reinado. Eldacar fue el primer rey en abandonar la costumbre númenóreana de ceder el trono a su primogénito y retirarse a morir en paz. Fue sucedido por su hijo Arantar.